# 馮朗
馮 朗（ふう ろう、生没年不詳）は、北燕の皇族。北魏に亡命した。本貫は長楽郡信都県。

## 経歴
北燕の昭成帝馮弘の次男として生まれた。広平公に封じられた。432年（太興2年）、馮弘が慕容氏を后とし、馮王仁を太子として立てたため、馮朗は継母の迫害を恐れて弟の楽陵公馮邈とともに遼西に逃亡した。長兄の馮崇を説得して、ともに北魏に帰順した。秦雍二州刺史に上り、西郡公に封じられた。事件に連座して処刑された。娘の文明太后が臨朝称制すると、仮黄鉞・太宰の位を追贈され、燕王に追封された。諡は宣といった。文明太后の命により長安に廟が立てられた。

## 子女
- 馮熙
- 文成文明皇后

## 伝記資料
- 『魏書』巻13 列伝第1
- 『魏書』巻83上 列伝第71上
- 『魏書』巻97 列伝第85
- 『北史』巻80 列伝第68